# Ołeksij Honczarenko
Ołeksij Ołeksijowycz Honczarenko, ukr. Олексій Олекcійович Гончаренко (ur. 16 września 1980 w Odessie) – ukraiński polityk i samorządowiec, w 2014 przewodniczący Odeskiej Rady Obwodowej, poseł do Rady Najwyższej.

## Życiorys
Syn Ołeksija Kostusiewa, ukraińskiego polityka narodowości rosyjskiej. W 2002 ukończył Odeski Państwowy Uniwersytet Medyczny, później studiował finanse w Rosji. Karierę polityczną zaczynał w 2001 jako przewodniczący jednej z obwodowych organizacji młodzieżowych. W 2005 stanął na czele miejskich struktur partii Związek kierowanej przez swojego ojca. W 2006 wstąpił do Partii Regionów. Uzyskał w tym samym roku mandat radnego Odessy. W 2010 wszedł natomiast w skład Odeskiej Rady Obwodowej, obejmując funkcję jej wiceprzewodniczącego (następnie w 2013 pierwszego wiceprzewodniczącego).
W lutym 2014 wystąpił z Partii Regionów. Dołączył wkrótce następnie do prezydenckiego Bloku Petra Poroszenki. W sierpniu 2014 został wybrany na przewodniczącego rady obwodowej.
W wyborach parlamentarnych z października 2014 uzyskał mandat poselski z ramienia BPP. 1 marca 2015 został zatrzymany przez funkcjonariuszy moskiewskich służb policyjnych w czasie marszu na cześć zamordowanego Borisa Niemcowa. Rosyjscy śledczy mieli mu zarzucić przyczynienie się do pożaru Domu Związkowego w czasie zamieszek w Odessie z 2 maja 2014, kiedy to zginęło około 40 prorosyjskich demonstrantów. Jeszcze tego samego dnia Ołeksij Honczarenko został zwolniony, zarzucił zatrzymującym pobicie oraz brak możliwości kontaktu z prawnikiem i lekarzem.
W 2019 jako kandydat niezależny z powodzeniem ubiegał się o poselską reelekcję. W 2020 ponownie wybrany do rady obwodu odeskiego. W 2015 został przedstawicielem ukraińskiego parlamentu w Zgromadzeniu Parlamentarnym Rady Europy, a w 2022 jednym z wiceprzewodniczących komitetu ds. migracji, uchodźców i przesiedleńców w ZPRE.